# Symbrenthia sumatranus
Symbrenthia sumatranus är en fjärilsart som beskrevs av Hans Fruhstorfer 1912. Symbrenthia sumatranus ingår i släktet Symbrenthia och familjen praktfjärilar. Inga underarter finns listade i Catalogue of Life.